# Aulacomnium androgynum
Aulacomnium androgynum ist ein gelbgrünes, Polster bildendes Moos aus der Gattung der Streifensternmoose (Aulacomnium). Es trägt auch die etwas seltsam klingende deutsche Bezeichnung Mannweibiges Streifensternmoos und kommt bevorzugt auf morschem Holz in Bruchwäldern vor.

## Vorkommen
Das Moos wächst bevorzugt auf morschem Holz und ist selten auch an Baumbasen zu finden. Es besiedelt jedoch auch Erde und übererdete Felsen an luftfeuchten, kalkfreien Stellen. Es ist besonders im Flachland in Bruchwäldern, an Waldrändern und in lichten Nadelwäldern verbreitet, in Gebirgsregionen ist es dagegen eher selten zu finden. Es kommt in ganz Europa vor und strahlt bis in weite Teile Asiens aus. In Nordamerika ist es ebenfalls zu finden.

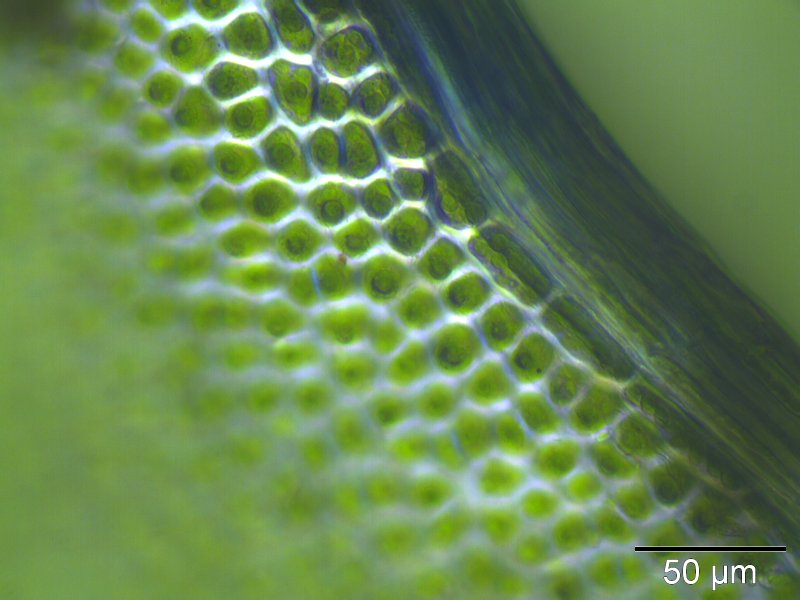
Laminazellen und Mittelrippe (Vergr. 400×)

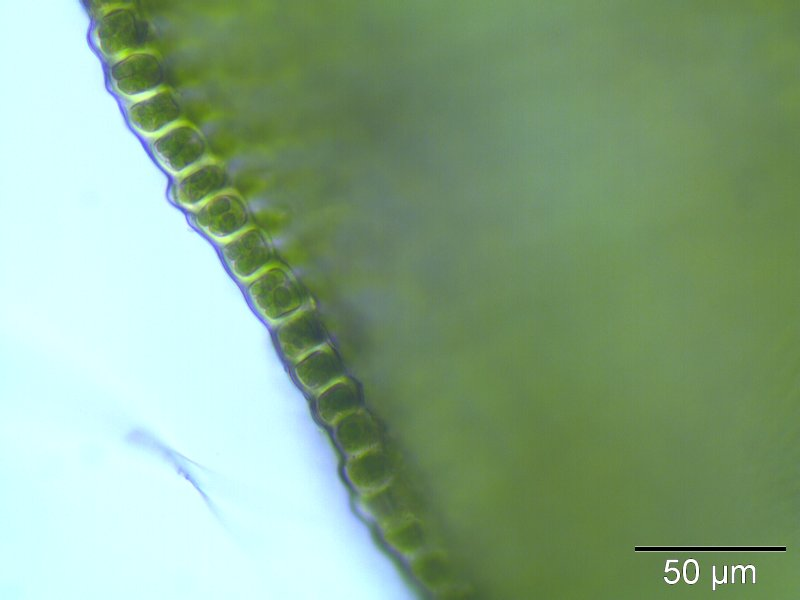
Zellen des Blattrandes (Vergr. 400×)

## Erkennungsmerkmale
Das Moos bildet gelbgrüne Polster. Einzelne, meist unverzweigte Pflänzchen werden 1 bis 3 cm hoch und sind in Europa äußerst selten fruchtend, während sie in Nordamerika häufiger Sporogone ausbilden. Seine sparrig-sternförmig ausgebreiteten Blätter sind breit lanzettlich, an der Spitze unregelmäßig gezähnt und weisen keinen Blattsaum auf. Sie werden nicht länger als 1,5 mm. Die Mittelrippe endet in der Blattspitze. Die Laminazellen sind rundlich und dickwandig. In den Blattecken treten häufig kollenchymatische, papillöse Zellen auf. An der Blattbasis gibt es einige gestreckte Zellen.
Das Moos vermehrt sich meist vegetativ durch Ausbildung spezieller Pseudopodien. Hierbei handelt es sich um Brutkörper, die auf einem kugeligen Köpfchen an der Spitze blattloser, terminaler Stängelabschnitte stehen. Sporogone werden in Europa äußerst selten ausgebildet. Die Kapsel steht auf einer langen, rötlich-braun gefärbten Seta, ist elliptisch geformt, steht waagerecht oder aufrecht, ist gestreift und im entleerten Zustand gefurcht. Sie weist ein doppeltes Peristom auf. Sporogone werden meist im Frühsommer gebildet.